# Sándor Nógrádi
Sándor Nógrádi (* 14. Mai 1894 in Fülek, Königreich Ungarn als Sándor Grünbaum; † 1. Januar 1971 in Budapest) war ein ungarischer Politiker der Ungarischen Sozialistischen Arbeiterpartei MSZMP (Magyar Szocialista Munkáspárt) und Generaloberst der Ungarischen Volksarmee (Magyar Néphadsereg), der unter anderem zwischen 1955 und 1956 Erster Vize-Verteidigungsminister sowie von 1957 bis 1960 Botschafter in der Volksrepublik China und in der Demokratischen Republik Vietnam  war.

## Leben

### Ausbildung, Erster Weltkrieg und Ungarische Räterepublik
Grünbaum, Sohn eines jüdischen Bäckers, änderte 1918 seinen Familiennamen in Nógrádi. Nach dem Besuch der Grundschule in Losonc wechselte er auf das Gymnasium in Szécsény, das er nach vier Jahren verließ. Im Anschluss machte er eine zehnmonatige Ausbildung als Bäcker bei seinem Vater, der zu dieser Zeit eine Bäckerei in Verseg betrieb. Kurz darauf ging er zu seinem Onkel nach Budapest, der als Drucker in der Druckerei Világosság Nyomdában arbeitete, und begann 1909 eine Lehre in der Budapester Kronleuchter-Fabrik Gottfried und Co. Aufgrund einer Erkrankung einer Lunge ging er im Herbst 1911 nach Losonc zurück und machte eine Ausbildung zum Elektriker. Nach dem Tode seines Vaters im Frühjahr 1912 wurde er zum Ernährer der Familie und nahm eine Tätigkeit als Arbeiter in der Landmaschinenfabrik in Losonc auf. In der Abendschule nahm er Deutsch- und Französisch-Unterricht und legte im Sommer 1914 die Aufnahmeprüfung für die Höhere Handelsschule in Banská Bystrica ab. Nach deren Abschluss wurde er 1915 Buchhalter der Losoncer Landmaschinenfabrik und aufgrund dieser Tätigkeit bis zum Frühjahr 1918 vom Wehrdienst freigestellt.
Im April 1918 trat Nógrádi als Offiziersanwärter in das 25. Infanterieregiment der königlich ungarischen Landwehr ein, kam aber nicht mehr zum Fronteinsatz. Nach dem Ende des Ersten Weltkrieges kehrte er als Angestellter zur Landmaschinenfabrik Losonc zurück und wurde im November 1918 auch Sekretär der örtlichen Nationalen Vereinigung der Industrie- und Transportangestellten IKTOSZ (Ipari és Közlekedési Tisztségviselők Országos Szövetsége). Als solcher engagierte er sich auch bei der Gründung der von Béla Kun gegründeten Kommunistischen Partei Ungarns KMP (Kommunisták Magyarországi Pártja) in Losonc und wurde im Februar 1919 als einer der Organisatoren des Generalstreiks in der südlichen Slowakei verhaftet. Nach seiner Freilassung ging er nach Gründung der Föderativen Ungarischen Sozialistischen Räterepublik durch Béla Kun am 31. März 1919 nach Budapest und arbeitete anfangs in der Zentrale der IKTOSZ sowie als Prüfer im Nationalen Amt für Statistik (Országos Statisztikai Hivatal). Im Mai 1919 trat er der ungarischen Roten Armee bei und nahm zunächst an den Kämpfen in Piliscsaba teil, ehe er nach dem Zusammenbruch der Räterepublik am 1. August 1919 in seinem bisherigen Wohnort Losonc unter Polizeiaufsicht gestellt wurde.

### 1920er und 1930er Jahre
Im Februar 1921 wurde Nógrádi wegen der Verbreitung kommunistischer Literatur in Banská Bystrica festgenommen und zu einer Freiheitsstrafe von drei Monaten verurteilt. Nach seiner Haftentlassung ging er nach Prag und wurde Sekretär der tschechoslowakischen Kommunistischen Jugendliga. Nachdem es zu einer großen Verhaftungswelle gekommen war, ging er im Mai 1923 mit der Parteiführung ins Exil nach Berlin. Dort arbeitete er zunächst in der Redaktion der SPD-Parteizeitung Vorwärts und im Anschluss im Büro der Kommunistischen Jugendinternationale (KJI). Im Oktober 1923 wurde er nach Moskau entsandt, wo er bis September 1924 als Sekretär im Exekutivbüro der Kommunistischen Internationale tätig war. Anschließend ging er für kurze Zeit in Wien und im Anschluss nach Bukarest, wo er Anfang 1925 wegen kommunistischer Aktivitäten festgenommen wurde und sich in einem Militärgefängnis in Untersuchungshaft befand. Nachdem ihm während des Prozesses die Flucht gelungen war, wurde er in Abwesenheit zu einer Freiheitsstrafe von zehn Jahren verurteilt.
Im Anschluss hielt Nógrádi sich zwei Monate in Rumänien versteckt, ehe er über Moldau in die Sowjetunion zurückkehrte und dort bis 1928 ein Studium absolvierte. Im Frühherbst 1928 kehrte er in die Tschechoslowakei zurück und arbeitete für die deutschsprachige Zeitung Vorwärts in Liberec. Aufgrund erneuter politischer Tätigkeiten wurde er von der Polizei abermals festgenommen und zunächst nach Sachsen sowie von dort aus nach Österreich abgeschoben. 1929 kehrte er nach Prag zurück und arbeitete dort bis 1931, woraufhin er bis kurz vor der Machtergreifung Adolf Hitlers am 30. Januar 1933 erneut in Berlin lebte. Als Sekretär des Anti-Faschismus- und Anti-Kriegskomitees lernte er Persönlichkeiten wie die Schriftsteller Romain Rolland und Henri Barbusse, den Maler und Designer Francis Jourdain sowie Albert Norden kennen. In den folgenden Jahren war er als Vertreter dieses Komitees in Frankreich aktiv, ehe er nach Ausbruch des Spanischen Bürgerkrieges auf Seiten der Republikaner am bewaffneten Widerstand gegen die franquistischen Truppen Francisco Francos teilnahm. 

### Zweiter Weltkrieg und Slowakischer Nationalaufstand
Nach dem Ende des Spanischen Bürgerkrieges am 1. April 1939 kehrte Nógrádi zunächst wieder nach Frankreich zurück, ehe er nach dem Einmarsch der deutschen Wehrmacht im Zweiten Weltkrieg wieder nach Moskau ging, wo er abermals für die Kommunistische Internationale tätig war. In Moskau gehörte er 1940 zu den Mitarbeitern und Anhängern von Mátyás Rákosi und arbeitete einige Zeit als Sprecher und Redakteur des Radiosenders Kossuth Rádió. Danach ging er als Kommandant einer ungarischen Partisanen-Schule nach Kiew und nahm in der Folgezeit an Kämpfen der Widerstandsbewegung in der Slowakei sowie ab dem 29. August 1944 am Slowakischen Nationalaufstand teil. 
Am 8. Oktober 1944 erreichte Nógrádi mit einer 20 Mann starken Partisanengruppe Zvolen, erhielt dort aber keine Unterstützung durch die sowjetischen Partisaneneinheiten. Im Anschluss zog er mit einer auf siebzig Mann angewachsenen Partisanengruppe in das Kohlebecken bei Salgótarján und lagerte ab dem 7. Dezember 1944 in der Gemeinde Karancsberény. Nach Kämpfen mit SS-Einheiten am 27. Dezember 1944 verband sich seine Einheit mit den Verbänden der 2. Ukrainischen Front.

### Ungarische Volksrepublik

#### Abgeordneter und Staatssekretär
Mitte Januar 1945 kehrte Nógrádi nach Ungarn zurück und wurde zum Abgeordneten in die Provisorische Nationalversammlung (Ideiglenes Nemzetgyűlés) gewählt. Anschließend wurde er von Ernő Gerő nach Miskolc entsandt, um von dort aus als Sekretär die Arbeit der am 5. November 1944 gegründeten Ungarischen Kommunistischen Partei MKP (Magyar Kommunista Párt) für mehrere Komitate zu organisieren. Am 21. Mai 1945 wurde er zum Mitglied des Zentralkomitees (ZK) der KMP gewählt. Am 4. November 1945 wurde er auch erstmals zum Abgeordneten in das Ungarische Parlament (Országgyűlés) gewählt, dem er bis zum 28. Januar 1967 angehörte. Am 23. November 1945 wurde er Staatssekretär im Industrieministerium und war dort bis zum 16. Januar 1947 zuständig für die Steigerung der Kohleproduktion. 
Zuvor übernahm Nógrádi bereits im Oktober 1946 die Leiter der ZK-Abteilung für Agitation und Propaganda und wurde auf dem III. Parteikongress der MKP im Januar 1947 auch Mitglied des Organisationskomitees des ZK. Auf dem Gründungskongress der Partei der Ungarischen Werktätigen MDP (Magyar Dolgozók Pártja), die nach dem Zusammenschlusses der Sozialdemokratischen Partei Ungarns MSZDP (Magyarországi Szociáldemokrata Párt) mit der MKP am 15. Juni 1948 entstanden war, scheiterte er mit seiner Wiederwahl in das Organisationskomitee. Allerdings wurde er auf dem ZK-Plenum im November 1948 wieder zum Mitglied des Organisationskomitees gewählt.

#### Vize-Verteidigungsminister und Ungarischer Volksaufstand
Am 3. Dezember 1948 wurde Nógrádi als Generalleutnant (Altábornagy) Vize-Verteidigungsminister und übernahm am 13. Dezember 1948 als Generaloberst (Vezérezredes) den Posten als stellvertretender Leiter der Politischen Hauptabteilung der Ungarischen Volksarmee (Magyar Néphadsereg), den er bis zum 1. Januar 1956 innehatte. Zu Beginn der 1950er Jahre war er aufgrund dieser Funktion in der Ungarischen Volksrepublik maßgeblich für mehrere Schau- und Geheimprozesse vor Militärgerichten verantwortlich. Zuletzt fungierte er von 1955 bis 1956 als Erster Vize-Verteidigungsminister und damit Stellvertreter von Verteidigungsminister István Bata. Im Januar 1956 wurde er dann wieder Leiter der ZK-Abteilung für Agitation und Propaganda.
Am 17. Juni 1956, als sich ein Volksaufstand schon abzuzeichnen begann, musste der landesweit verhasste Mátyás Rákosi auf sowjetischen Druck als KP-Generalsekretär zurücktreten. Im Zuge der „zweiten Entstalinisierung“ wurde nun Ernő Gerő zum neuen Parteichef bestimmt. Auch dies mehrte die gärenden Unruhen im Lande, und insbesondere die Studenten und Intellektuellen empfanden diesen rückschrittlichen Wechsel als äußerst unbefriedigend. Aus diesem Grund nahm Nógrádi am 27. Juni 1956 an einer Sitzung des nach dem Dichter und Volkshelden der Revolution 1848/1849 Sándor Petőfi benannten „Petőfi-Kreises“ (Petőfi Kör) von politischen Intellektuellen um Georg Lukács, Tibor Déry, Géza Losonczy, Gábor Tánczos, Ferenc Mérei, Ferenc Donáth und Domokos Kosáry teil, und versuchte dort die Position der neuen Staats- und Parteiführung zu rechtfertigen. Nach Beginn des Volksaufstandes wurde er am 26. Oktober 1956 Mitglied des Zentralen Militärausschusses der MDP, dem er bis zum 31. Oktober 1956 angehörte. Am 2. November 1956 unternahm er zusammen mit Antal Apró, György Marosán und Károly Kiss eine Besuchsreise nach Moskau, um die Sowjetunion um Hilfe im Kampf gegen die Aufständischen zu bitten. Nach seiner Rückkehr schloss er sich am 4. November 1956 der von Ministerpräsident János Kádár gebildete „Ungarische Revolutionäre Arbeiter- und Bauernregierung“ an. Nach der Umbenennung der MDP in Ungarischen Sozialistischen Arbeiterpartei MSZMP (Magyar Szocialista Munkáspárt) blieb er weiterhin Leiter der ZK-Abteilung für Agitation und Propaganda und übte diese Funktion bis April 1957 aus.

#### Botschafter und Mitglied des Staatspräsidiums
Danach wechselte Nógrádi am 1. Mai 1957 ins Außenministerium und wurde am 9. Mai 1957 als Nachfolger von Agoston Szkaladan zum außerordentlichen und bevollmächtigten Botschafter in der Volksrepublik China ernannt und war als solcher bis zu seiner Abberufung im Januar 1960 zugleich als Botschafter in der Demokratischen Republik Vietnam akkreditiert. Zugleich wurde er auf einem ZK-Plenum am 29. Juni 1957 auch wieder zum Mitglied des ZK der MSZMP gewählt und gehörte diesem bis zum VIII. Parteikongress am 24. November 1962 an.
Danach war Nógrádi zwischen 1963 und 1967 Mitglied des kollektiven Staatspräsidiums (Népköztársaság Elnöki Tanácsa). Auf dem IX. Parteikongress der MSZMP wurde er abermals zum Mitglied des ZK gewählt und gehörte diesem nunmehr bis zu seinem Tode an. Zugleich war er vom 3. Dezember 1966 bis zu seinem Tod am 1. Januar 1971 Vorsitzender der Zentralen Revisionskommission.